# 原ヘルス工業
原ヘルス工業株式会社（はらヘルスこうぎょう）は、かつて存在した日本の家庭用超音波温水器販売メーカー。浴槽に取り付けるだけでジャグジー風呂になる超音波温浴器「バブルスター」シリーズの販売を行っていた。

## 概要
社長の原全三郎（本名・原善三郎）は、成人向け雑誌の印刷や家庭用ラドン発生器の製造などを手掛けていた。原ヘルス工業は、泡風呂が疲労回復や神経痛、リウマチ、痔に効果があると謳い、当初は代理店を介して販売していたが、原は会員制普及組織である「ヘルシィバンク協会」も設立した。会員のネットワークによる販売に切り替えることで売り上げは急速に上昇した。曰く、この販売手法における最高の「スーパーゴールド会員」は1台（平均16万円）売れるたびに50％以上のマージンが転がり込む仕組みであった。善三郎の長男である浩一によれば「当時、ジャパンライフや豊田商事系のネットワークビジネスをやっていたやり手がごそっとバブルスターに移ってきた。これで、一気に売り上げが伸びた」と証言している。
テレビCMには原が自ら出演し、太宰久雄や財津一郎と共演したり、CMソングに西城秀樹の「Try Today」（シングル「33才」B面に収録）を採用したり、山城新伍と千葉真一、梅宮辰夫、松方弘樹、北大路欣也を起用するなど、1か月で2億円もの費用をかけて広告を展開した。
バブル景気真っ只中の1989年10月期に約620億円の売上を計上、原は高級住宅地に居を構え、ロールス・ロイスを乗り回すなど、順風満帆かに見えた。
しかし1989年12月、ヘルシィバンク協会が訪問販売法違反容疑で捜査を受ける。さらに医療機器の製造許可を持たない業者が製造していたことが発覚したことに加え、入浴剤の成分が未承認だったことから、1990年に薬事法（現在の医薬品医療機器等法）違反で業務停止となった。韓国に16億円の小切手を送金していたことが発覚し、風評は急速に悪化。原ヘルス工業は170億円の負債を抱え、1991年10月に不渡りを出して事業を停止した。
事業停止後、原ヘルス工業はさまざまな組織に分裂した（ダンディライオン・フロンティアMIP・サンフラワー・グリーンプラネット・イッツ・ブルーフォックス・日本ベスト等）。警察に摘発された組織のなかには、のちに日本エコス・グリオなどさらに分裂したものもある。また、社員や会員は類似した商法をもちいるニュースキンなどに大量移籍をした。
原は1991年3月に化粧品販売会社「ザ マイラ (The Maira)」を立ち上げたが、2008年10月に知人の結婚式に出席するために訪れていた香港で客死した。原ヘルス工業の代表商品だった「バブルスター」は、ザ マイラが販売を継続し、2023年12月29日まで販売されていた。
2024年8月31日に株主総会で解散を決議。同年11月15日に東京地方裁判所より特別清算開始決定を受けた。